# 1437
Cette page concerne l'année 1437  du calendrier julien. Pour l'année 1437 av. J.-C., voir 1437 av. J.-C.
L'année 1437 est une année commune qui commence un mardi.

## Événements
- 15 septembre : début du siège de Tanger[1]. L'expédition dirigée par l’infant de Portugal Henri tourne au désastre. Une partie du corps expéditionnaire est fait prisonnier et l’infant Ferdinand est gardé en otage jusqu’à l’éventuelle restitution de Ceuta.

- En Inde, le Rajput Maharana Kumbha (en) de Mewar est victorieux du sultan du Mâlvâ Mahmûd Khaljî et le fait prisonnier à Chitor pendant six mois[2]. Son patronyme, Kumbha, désigne une plante dont le fruit est symbole de fécondité.

### Europe
- 22 janvier : 
  - La république de Gênes assiège Sarzana[3] (fin en 1438).
  - Le Parlement de Paris rejette une requête de Gilbert Dowell, un soldat anglais, et interdit son mariage avec Jeannette Roland, une Parisienne[4].

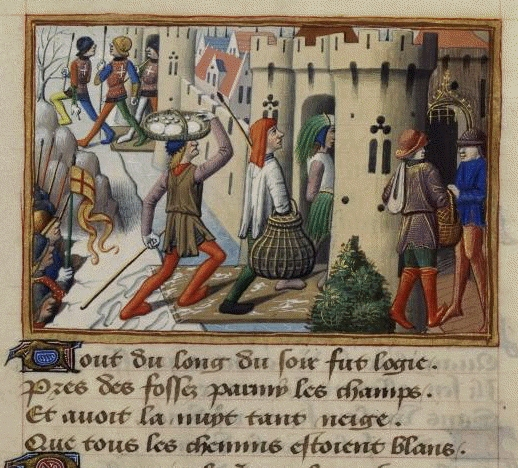
12 février : Prise de Pontoise par les Anglais. Miniature issue du manuscrit de Martial d'Auvergne, Les Vigiles de Charles VII, vers 1484, BNF, f.91v.

- 12 février : prise de Pontoise par les Anglais de John Talbot[5].
- 21 février : Jacques Ier d'Écosse est assassiné à Perth par une conspiration[6]. Jacques II d'Écosse, âgé de seulement sept ans, devient roi d'Écosse (fin du règne en 1460).
- 25 mars : le nouveau roi d'Écosse Jacques II est sacré à l'abbaye Hollyrood d'Édimbourg, qui devient capitale de l'Écosse[7].
- Avril - mai[8] : début de la Jacquerie de Bobilna en Transylvanie (fin en février 1438).
- 22 mai : Philippe III de Bourgogne manque d'être assassiné par les Brugeois révoltés ; son représentant, le maréchal Jean de Villiers de L'Isle-Adam est lynché par la foule (épisode dit des « vêpres brugeoises »)[9].
- 26 mai, France : la pénurie de monnaie frappée au coin de Charles VII oblige le gouvernement à faire remettre en circulation, en les dévaluant d’un huitième, les deniers frappés au coin d’Henri V d'Angleterre[10].
- 10 août - 22 octobre : siège et prise de Montereau par les troupes de Charles VII[11].
- 13 août : échec d'un coup d'État en Castille[12]. Tentatives avortées du parti aragonais pour reprendre le pouvoir à Alvaro de Luna en Castille jusqu'en 1445.
- 16 septembre : proclamation de l'Union des Trois Nations par les trois classes privilégiées de Transylvanie [13].
- 18 septembre : le pape Eugène IV, arguant de la nécessité de tenir un concile d’union avec les orthodoxes, transfère le concile de Bâle à Ferrare. Seul restent à Bâle les extrémistes : ils suspendent Eugène IV et désignent comme nouveau pape le duc de Savoie, Amédée VIII (Félix V)[14].
- 12 novembre : le roi Charles VII de France fait son entrée dans Paris[15].
- 11 novembre : le moine Bessarion devient archevêque de Nicée[16].
- 27 novembre : la délégation grecque envoyée au concile de Ferrare et conduite par Jean VIII Paléologue embarque à Constantinople pour Venise.
- 29 novembre : Le parlement de Poitiers vient s’installer à Paris[17].
- 19 décembre: Albert II de Habsbourg (1397-1439) est élu roi de Hongrie (couronnement le 1er janvier 1438)[18].
  - À la mort de Sigismond, les grands de Bohême ne choisissent plus pour rois que des princes d’origine tchèque. Albert de Habsbourg, son gendre, est le premier Habsbourg à régner sur la Hongrie. Il consacre son court règne à la lutte contre les Ottomans.
- 15 décembre : René d'Anjou, comte de Provence, qui a succédé à son père Louis II d'Anjou, comme roi de Sicile et duc d’Anjou, arrive à Marseille, et favorise par des privilèges le relèvement de la ville, qu'il considère comme une base maritime stratégique pour reconquérir son royaume de Sicile[19].
- 23 décembre : le condottiere Gattamelata (1370-1443) devient capitaine général de Venise[20].

- Le khan de la Horde d'or Ulugh Muhammad (en), fils de Djalal-ad-Din, petit-fils de Togtamich se déclare indépendant à Kazan[21] (fin de règne en 1445).
- Fin de la rivalité entre la république de Venise et la Hongrie en Frioul, Bosnie et Dalmatie à la mort de Sigismond[22].
- Famine générale pour tout le nord de la France (1437-1439)[23]. La peste et les Écorcheurs ravagent le nord du royaume, aux mains des Bourguignons.